# Madotheca niitakensis
Madotheca niitakensis là một loài rêu trong họ Porellaceae. Loài này được Horik. mô tả khoa học đầu tiên năm 1934.